# اولریش فون هاسل
کریستیان اگوست اولریش فون هاسل (به آلمانی: Christian August Ulrich von Hassell)‏ دیپلمات آلمانی در زمان جنگ جهانی دوم و از اعضای مقاومت آلمان و کودتای ۲۰ ژوئیه بر علیه هیتلر بود. او در نتیجه شکست کودتا اعدام شد.
وی در انکلام درناحیه پومرانیا به دنیا امده بود. او عضو یکی از خاندان‌های قدیمی پروس بود و از ازدواج با دختر دریابد آلفرد فون تیرپیتز صاحب چهار فرزند شده بود. فون هاسل در جنگ جهانی اول نیز شرکت کرده بود و در نبرد مارن ۱۹۱۴ از ناحیه سینه مورد اصابت گلوله قرار گرفته بود و ادامه جنگ را به عنوان منشی مخصوص فون تیرپیتز خدمت کرده بود.

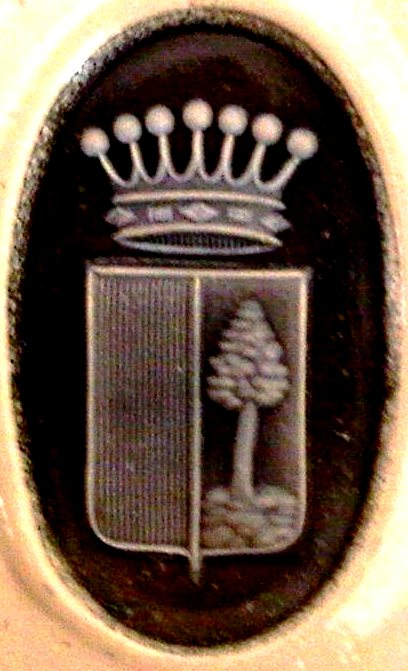
نشان خانوادگی فون هاسل

وی از مخالفان پیمان ضد کمینترن بین آلمان نازی ایتالیا ی فاشیست و امپراتوری ژاپن بود. وی همچنین علاقه فراوانی به ایده اروپای متحد داشت. عضو گروه شوالیه‌های سنت جان بود و و در ۱۹۲۵ لقب شوالیه عدالت را دریافت کرده بود. هاسل در ۱۹۳۲ سفیر المان در ایتالیا شده بود بعد از ماجرای بلومبرگ-فریچ به وسیله هیتلر از رم فرا خوانده شد و بعد از حمله آلمان به لهستان مسوول مذاکره با دولت‌های اروپای شمالی بود که نگران حمله المان به کشور هایشان بودند.
بعد از شروع جنگ او به مقاومت المان پیوست و به توطئه گران نظامی برای براندازی هیتلر کمک می‌کرد او به‌خصوص در تماس با ژنرال لودویگ بک بود. در ۱۹۴۰ با بریتانیا ارتباط برقرار کرد زیرا هنوز امیدوار این بود که بتوان با متفقین به صلح رسید در نظر او المان هنوز در ۱۹۴۰ قدرت نظامی و اقتصادی بزرگی بود پس او مشغول رایزنی با بریتانیا دربارهٔ صلحی بعد از کودتای موفق و براندازی حزب نازی شد او همچنین در ملاقات‌هایش با بک و یوهانس پوپتیز برنامه‌ریزی برای دولت بعد از هیتلر را انجام می‌داد پیشنهاد او فریدریش ورنر فون در شولنبرگ سفیر سابق المان در اتحاد جماهیر شوروی برای پست وزرات خارجه بود (با توجه به تخصص اش در حوزه امور خارجی).
با این حال بعد از شکست کودتا در ۲۹ ژوئیه ۱۹۴۴ به وسیله گشتاپو بازداشت شد در ۸ سپتامبر در جلسهٔ دادگاه نمایشی که نازی‌ها آن را دادگاه مردمی (به آلمانی: Volksgerichtshof) نامیده بودند و به ریاست قاضی رولاند فرایسلر به مرگ محکوم شد و در زندان پولتزنسی اعدام شد.